# 이자크 드 방콜레
이자크 드방콜레(Isaach de Bankolé, 1957년 8월 12일 ~ )는 코트디부아르의 배우이다. 《블랙 믹 맥》(1986)으로 1987년 제12회 세자르상 남우신인상을 수상했다.

## 출연 작품

### 영화
- 블랙 믹 맥 (1986, Black Mic-Mac)
- 초콜렛 (1988)
- 지상의 밤 (1991)
- 군인의 딸은 울지 않는다 (1998)
- 고스트 독 (1999)
- 커피와 담배 (2004)
- 만덜레이 (2005)
- 스테이 (2005)
- 스켈리톤 키 (2005)
- 007 카지노 로얄 (2006)
- 마이애미 바이스 (2006)
- 잠수종과 나비 (2007)
- 배틀 인 시애틀 (2007)
- 나의 인생, 나의 기타 (2008)
- 백인의 것 (2009)
- 리미츠 오브 컨트롤 (2009)
- 마더 오브 조지 (2013)
- 캘버리 (2014)
- 런 (2014)
- 라스트 위치 헌터 (2015)
- 노만: 어느 뉴요커의 신분상승과 몰락 (2016)
- 블랙 팬서 (2018)
  - 블랙 팬서: 와칸다 포에버 (2022)
- 샤프트 (2019)